# Tilain
Tilain és una serralada de muntanyes al districte de Cachar a Assam. Tenen origen a les muntanyes Lushai al Mizoram i es desenvolupen cap al nord. La seva altura és poc considerable (menys de 200 metres). El nom de Tilain seria una corrupció de Tin Shaind, o tres gorgues, les quals existeixen una al costat de l'altra.